# A Mighty Heart: The Brave Life and Death of My Husband Daniel Pearl
A Mighty Heart: The Brave Life and Death of My Husband Daniel Pearl (2003) é um livro de memórias de Mariane Pearl, jornalista francesa freelance. Ela cobre o sequestro e assassinato de 2002 por terroristas no Paquistão de seu falecido marido Daniel Pearl, um jornalista americano do Wall Street Journal.

## Recepção
O livro foi revisto por, entre outros, The Christian Science Monitor, Chicago Sun-Times, The Spectator e The New York Review of Books.

## Adaptações
A A Mighty Heart: The Brave Life and Death of My Husband Daniel Pearl foi adaptado em 2007 com o título reduzido para A Mighty Heart e estrelado por Angelina Jolie como Mariane Pearl, Dan Futterman como Daniel Pearl e Archie Panjabi como sua amiga e colega Asra Nomani. O filme também cobre os esforços do Departamento de Justiça dos Estados Unidos, do Serviço de Segurança Diplomática (DSS) do Departamento de Estado dos EUA e da Central de Inteligência do Paquistão para rastrear os sequestradores e levá-los à justiça.